# Умнеговь
Умнеговь (раніше  Південно-Гобійський аймак; монг. Өмнөговь аймаг) — аймак у Монголії.

## Загальні відомості
Площа аймака Умнеговь становить 165 381 км². Населення — 60 855 осіб (на 2010). Щільність населення — 0,37 чол./км² — найнижча в Монголії. Адміністративний центр — місто Даланзадгад з населенням в 17 тис. чоловік. Ділиться на 15 сомонів (районів). Утворений в 1931 році.

## Географія
Умнеговь знаходиться на крайньому півдні Монголії, в пустелі Гобі. На його південній межі проходить державний кордон з Китаєм. На заході і північному заході він межує з аймаки Баянхонгор, на півночі — з аймаками Уверхангай і Дундговь, на сході — з Дорноговь.

## Адміністративний поділ
| №п/п | Сомон       | Монгольська назва | Населення | Центр | Адміністративний центр |
| 1    | Булган      | Булган            | 7,5       | 2,5   | Булган                 |
| 2    | Баян овоо   | Баян овоо         | 11,3      | 2,0   | Ерденецогт             |
| 3    | Баяндалай   | Баяндалай         | 10,7      | 2,5   | Далай                  |
| 4    | Гурвантес   | Гурвантэс         | 28,4      | 3,9   | Урт                    |
| 5    | Мандал-овоо | Мандал-овоо       | 6,4       | 2,5   | Шархулсан              |
| 6    | Манлай      | Манлай            | 12,4      | 2,3   | Уйзен                  |
| 7    | Нойон       | Нойон             | 10,4      | 1,56  | Ховун                  |
| 8    | Номгон      | Номгон            | 19        | 3,1   | Сангийн                |
| 9    | Севрей      | Сэврэй            | 8,0       | 2,5   | Сайншанд               |
| 10   | Ханбогд     | Ханбогд           | 15,0      | 2,5   | Іхбулаг                |
| 11   | Ханхонгор   | Ханхонгор         | 9,93      | 2,9   | Угуумур                |
| 12   | Хурмен      | Хурмэн            | 12,4      | 2,3   | Цоохор                 |
| 13   | Цогт овоо   | Цогт овоо         | 6,5       | 2,2   | Долоон                 |
| 14   | Цогтцецій   | Цогтцэций         | 7,0       | 2,3   | Баруун                 |

## Економіка
На території аймака є великі родовища рудних копалин — у першу чергу міді та золота, а також високоякісного кам'яного вугілля (родовище Таван-Толгой).

## Туризм
Тут також знаходиться національний парк Гобійський національний парк, відвідуваний численними туристами, а також Малий Гобійський заповідник.